# Alendo
Alendo es una localidad española del municipio de Farrera, perteneciente a la provincia de Lérida, en la comunidad autónoma de Cataluña.

## Historia
Hacia mediados del siglo XIX, el lugar, ya por entonces perteneciente a Farrera, tenía contabilizada una población de veinticinco habitantes. Aparece descrito en el primer volumen del Diccionario geográfico-estadístico-histórico de España y sus posesiones de Ultramar de Pascual Madoz con las siguientes palabras:

ALENDO: l. de la prov. de Lérida (33 horas), part. jud. de Sort (6), adm. de rent. de Tremp (16), aud. terr. y c. g. de Cataluña (Barcelona 68), dióc. de Seo de Urgel, oficialato de Tirvia, ayunt. y felig. de Farrera (1/2): sit. en una altura entre dos arroyos, de los cuales el que desciende por el E. se llama de Farrera, y el que baja por O. de Mallolis, en cuya respectiva direccion se hallan ambos pueblos: le combaten principalmente los vientos del N., y su clima, aunque muy frio, es bastante saludable. Tiene 3 casas construidas sobre peña viva, y una igl. parr. dedicada á Sta. Eulalia, aneja de la de Farrera, cuyo párroco tiene obligacion de pasar á este pueblo á decir misa los dias festivos y administrar los sacramentos en caso necesario; el edificio es muy reducido y de mezquina fáb. Confina el térm. por N. con el de Glorieta, por E. con el de Farrera, por S. con el de Ribalera, y por O. con el de Mallolis, estendiéndose de N. á S. 3/4 de hora, y de E. á O. 1/2. El terreno por su escesiva escabrosidad es de secano y poco fértil, solamente abraza unos 60 jornales de cultivo y 25 de prados artificiales, siendo lo restante monte y erial, donde se crían árboles silvestres, maleza, arbustos y yerba para el ganado. Sus caminos son de herradura y se hallan casi intransitables: cada interesado va á Llaborsí, dist. 2 horas á recibir la correspondencia. Prod.: muy poco trigo, centeno, avena, patatas y muchos guisantes; cria ganado de cerda, lanar y cabrio, con el vacuno necesario para las labores. No hay otra especulacion ni comercio que la compra de art. indispensables, y comestibles en el mercado que se celebra en Sort los mártes de cada semana: Pobl.: 4 vec., 25 alm.: contr.: 160 rs. En 16 de agosto celebra este pueblo una fiesta en honor de su titular Sta. Eulalia.
(Madoz, 1845, pp. 525-526)

En 2022, la entidad singular de población tenía empadronados cinco habitantes.

## Patrimonio
Hay en el lugar una iglesia de Santa Eulalia.